# 村本和世
村本 和世（むらもと かずよ）は、日本の大学教授。明海大学歯学部教授。専門は神経生理学。

## 人物・経歴
東京都立府中高等学校卒業。1989年東京都立大学理学部生物学科卒業。1991年上智大学大学院理工学研究科修士課程修了（理学修士）。1995年東京大学大学院医学系研究科博士課程修了（医学博士）。同年日本学術振興会特別研究員。1997年東京都神経科学総合研究所（現・東京都医学総合研究所）主事研究員。2002年高知医科大学（現・高知大学）医学部助教授。2007年日本味と匂学会研究奨励賞受賞。2008年明海大学歯学部准教授。2012年明海大学歯学部教授。日本味と匂学会評議員・学会誌編集委員、日本生理学会評議員、日本神経化学会評議員、日本味と匂学会第53回大会・大会長等を務める。